# Chiesa di San Giorgio (Solza)
La chiesa di San Giorgio è la parrocchiale di Solza in provincia e diocesi di Bergamo; fa parte del vicariato di Capriate-Chignolo-Terno.

## Storia
Nella lista delle chiese bergamasche redatto nel 1260 alle quali era imposto il censo da parte della chiesa romana, vi una chiesa indicata presente sul territorio di Solza con l'intitolazione a san Giorgio unita a quella di San Protasio in Medolago.

La chiesa è nuovamente inserita nella nota ecclesiarum, ordinanza dettata da Bernabò Visconti. L'elenco attesta che la chiesa di Solza dipendeva dalla pieve di Terno d'Isola e che godeva di un solo benefico. L'elenco era una distinta dei benefici di tutte le chiese e monasteri presenti sul territorio di Bergamo, per definirne i censi da versare alla famiglia Visconti di Milano e alla chiesa romana. Fu edificata una nuova chiesa per volontà di Bartolomeo Colleoni il 23 aprile 1460 consacrata dal vescovo Giovanni Barozzi..
La relazione della visita pastorale del 27 settembre 1575 di san Carlo Borromeo, arcivescovo di Milano, che nell'autunno del 1575 visitò tutte le chiese e i monasteri della bergamasca, relazione la chiesa sempre dipendente da quella di Terno d'Isola. La chiesa godeva del giuspatronato dei vicini che stipendiavano il parroco che era della parrocchia di Medolago, un curato nominato semestralmente della vescovo come censito nel registro delle commende episcopali. Il Borromeo istituì nella chiesa la scuola del Santissimo Sacramento.
La chiesa di Solza è inserita nel Sommario delle chiese della diocesi di Bergamo che Giovanni Giacomo Marenzi cancelliere della curia di Bergamo aveva redatto nel 1666 dove risulta essere "mercenaria di ragione del comune", era retta da un parroco e aveva sussidiario l'oratorio di San Rocco. L Dai fascicoli conservati nell'archivio parrocchiale di san Giorgio, risulta che il vicario generale Pompilio Pellicioli dell'allora vescovo Giustiani del 28 novembre 166, fu costituito alla comunità il giuspatronato della chiesa con gestione autonoma. 
La relazione della visita pastorale del vescovo Giovanni Paolo Dolfin indica che nella chiesa vi erano le confraternite del Santissimo Nome di Gesù, e della Madonna del Santissimo Rosario,; queste erano amministrate da sindaci eletti annualmente. Vi era inoltre un parroco coadiuvato da due cappellani. Nel 1740 il vescovo Antonio Redetti consacrò la chiesa a san Giorgio martire.
Il nuovo edificio fu ricostruito su progetto di Elia Fornoni nei primi anni del Novecento con lavori di decorazione e pavimentazione che si susseguirono durante tutto il secolo.
Con decreto del 27 maggio 1979 del vescovo Giulio Oggioni, la chiesa fu inserita nel vicariato locale di Capriate-Chignolo-Terno.

## Descrizione

### Esterno
Un piccolo spazio dedicato a sagrato pavimentato in lastre di porfido precede la chiesa, che si presenta con la facciata intonacata con quattro doppie lesene in muratura complete di alto basamento in pietra arenaria. Le lesene reggono la trabeazione dove poggia il timpano triangolare. Nella parte inferiore vi è il portale in pietra arenaria sagomata con medaglione centrale, e due lesene che reggono l'arco sempre in pietra dove è inserita la finestra con contorno sagomato.

### Interno
L'aula a pianta rettangolare si sviluppa su tre campate divise da lesene a pilastrino stuccato lucido, coronato da capitello stuccato e dorato dove si poggia la trabeazione e il cornicione che s'imposta sulla volta a botte. Le cappelle complete di altari. Vi sono le statue in gesso di Aronne e Melchisedek nella seconda campata. Nelle campate successive vi sono le cappelle dedicate al Sacro Cuore e alla Madonna del Santissimo Rosario. Le pareti poi si inclinano per fare da raccordo tra la navata e il presbiterio con volta a botte, a pianta rettangolare e a cui si acceda fra tre gradini. L'abside si conclude con la copertura a catino.